# Ames (Oklahoma)
Ames és un poble dels Estats Units a l'estat d'Oklahoma. Segons el cens del 2000 tenia 199 habitants.

## Demografia
Segons el cens del 2000, Ames tenia 199 habitants, 91 habitatges, i 61 famílies. La densitat de població era de 264,9 habitants per km².
Dels 91 habitatges en un 23,1% hi vivien nens de menys de 18 anys, en un 57,1% hi vivien parelles casades, en un 7,7% dones solteres, i en un 31,9% no eren unitats familiars. En el 30,8% dels habitatges hi vivien persones soles el 19,8% de les quals corresponia a persones de 65 anys o més que vivien soles. El nombre mitjà de persones vivint en cada habitatge era de 2,19 i el nombre mitjà de persones que vivien en cada família era de 2,69.
Per edats la població es repartia de la següent manera: un 21,1% tenia menys de 18 anys, un 5% entre 18 i 24, un 25,1% entre 25 i 44, un 25,6% de 45 a 60 i un 23,1% 65 anys o més.
L'edat mediana era de 44 anys. Per cada 100 dones de 18 o més anys hi havia 91,5 homes.
La renda mediana per habitatge era de 26.563 $ i la renda mediana per família de 33.438 $. Els homes tenien una renda mediana de 26.563 $ mentre que les dones 18.750 $. La renda per capita de la població era de 12.566 $. Entorn del 19,7% de les famílies i el 22,9% de la població estaven per davall del llindar de pobresa.

## Poblacions més properes
El següent diagrama mostra les poblacions més properes.